# 10e détachement spécial
Le 10e détachement spécial (en ukrainien : 10-й окремий загін спеціального призначення імені генерал-майора Максима Шаповала (10 ОЗСпП) de numéro d'unité militaire A2245), est une unité de renseignement ukrainienne, faisant partie des forces spéciales de la direction générale du renseignement du ministère de la Défense ukrainien, il porte le nom du général Maksym Chapoval.

## Historique
Le vétéran la guerre en Afghanistan Yaroslav Horoshko (uk) est à l'origine de la formation de l'unité militaire A2245. L'unité composée d'officiers est basée à Kiev sur la péninsule de Rybalski et l'entrainement se passe à Lioutij. Il s'agit de la seule unité pouvant être immédiatement déployée hors des frontières de l'Ukraine : elle accomplit un large éventail de tâches pour protéger les intérêts de l'Ukraine en dehors de ses frontières et assurer la sécurité de ses citoyens à l'extérieur du pays. L'unité est composée exclusivement d'officiers dont la plupart ont une expérience du combat. Les militaires de l'unité ont une formation en plongée, en vol et en montagne. Situé à Kiev, les activités de l'unité sont tenues secrètes.

### Guerre du Donbass
Dès le début de la guerre du Donbass, l'unité prend part activement à la lutte contre les groupes de sabotage et de reconnaissance des forces séparatistes et à la conduite d'opérations spéciales derrière les lignes ennemies. Le détachement participe directement à la collecte de preuves concernant l'intervention de l'armée russe.
Le 7 juin 2017, selon Yuriy Butusov (uk), l'unité de renseignement militaire a éliminé dans le territoire occupé du Donbass l'un des principaux employés de l'unité spéciale Vympel du FSB, le colonel Yuriy Mykhailovych Cherkashin qui était selon le GUR, responsable de l'organisation d'actes subversifs sur le territoire ukrainien.
Le 24 juin 2017 un groupe de reconnaissance subversif est détruit. Le commandant du groupe et un tireur d'élite sont éliminés dans un échange de tirs rapproché, quatre autres saboteurs sont arrêtés, l'un d'eux est un citoyen de la fédération de Russie, Viktor Ageev. Selon l'enquête d'InformNapalm, Ageev est un éclaireur de la 22e brigade Spetsnaz de la Garde, l'unité spéciale du GRU,,,.

### Opérations extérieures
Le 18 août 2021, un avion de transport militaire Il-76MD de la 25e brigade d'aviation de transport (uk) des Forces armées ukrainiennes avec à son bord l'unité GUR décolle du secteur militaire de l'aéroport de Boryspil vers Kaboul avec pour mission d'évacuer des citoyens ukrainiens et étrangers. Au total, les avions de la brigade effectuent 6 vols et emmenent plus de 700 citoyens de différents pays 3 fois par jour. Des agents spéciaux se sont rendus à Kaboul pour rechercher et amener les citoyens qui devaient être évacués à l'aéroport de Kaboul,.

### Invasion russe de l'Ukraine
Au début de l'invasion russe de l'Ukraine, le 10e détachement spécial opère du côté de Kiev. Une poignée d'hommes sont présents à l’aéroport de Hostomel au matin du 24 février 2022 lorsque les VDV russes lancent un assaut héliporté sur le site. Ils participent aux combats aux côtés des 200 hommes de la 4e brigade de réaction rapide puis mènent des contre-attaques. Ils sont également engagés dans la bataille de Hostomel durant laquelle, avec le 3e régiment des forces spéciales, ils mènent une embuscade sur une colonne de la 31e brigade d'assaut aéroporté le 3 mars, leur infligeant de lourdes pertes détruisant et s'emparant de neuf véhicules dont 3 BMD-2, 3 BMD-4, 2 BTR-MD et un BTR-D sur la rue Buchanske. L'unité participe ensuite à la bataille de Mochtchoun puis aux contre-attaques dans l'oblast de Kiev. Selon le journal britannique The Times, l'unité est employée dans des opérations clandestines directement en territoire russe et en Crimée occupée.

### Pertes
Officiers tombés en mission :

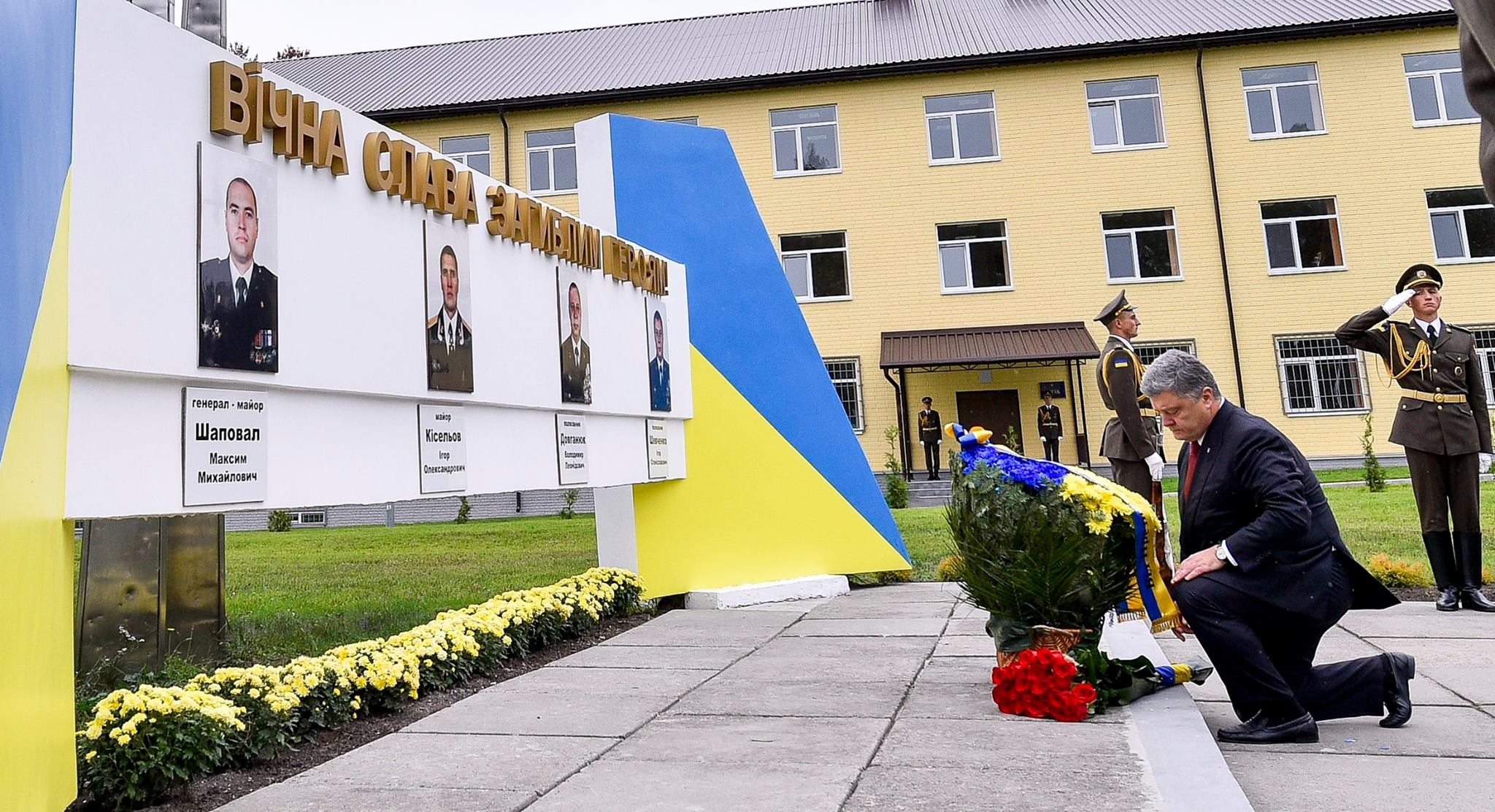
Stèle en mémoire des quatre officiers tombés se trouvant en la garnison.

- Général Maxime Mykhaïlovitch Chapoval[1] ;
- Major Ihor Oleksandrovitch Kisselov (uk) ;
- Colonel Volodymyr Leonidovytch Dovhaniouk (uk) ;
- Colonel Ihor Stanislavovitch Chevtchenko (uk) ;
- Sergent Ivan Havrilenko (uk).